# Emèrit Bono i Martínez
Emèrit Bono i Martínez (Sagunt, 1940) és un economista i polític valencià.

## Biografia
Va estudiar batxillerat al Col·legi dels Salesians de València i es va llicenciar en Econòmiques per la Universitat de Barcelona. Va obtenir la Càtedra de Política Econòmica de la Universitat de València Es va incorporar al Partit Comunista d'Espanya en 1966 durant la dictadura franquista i va treballar per la restauració de les llibertats públiques al País Valencià, participant en la Taula Democràtica del País Valencià. Va mantenir la seva vinculació a l'església catòlica i des del 1974 va impulsar la Junta Democràtica del País Valencià.
Militant del sector valencianista del PCPV durant la transició democràtica, fou diputat per la província de València a les eleccions generals espanyoles de 1977 i 1979. Fou President de la Comissió de Transporte i Comunicacions del Congrés dels Diputats.
Formà part del Plenari de Parlamentaris del País Valencià i del Consell del País Valencià presidit per Josep Lluís Albinyana, qui el nomenà conseller de benestar social el 1978, però dimití el 29 de desembre de 1978. Fou escollit regidor a l'ajuntament de València a les eleccions municipals espanyoles de 1983. A les eleccions municipals de 1987 no es va presentar i el 1989 abandonà el PCPV per a ingressar en el PSPV-PSOE, amb el qual Arribà a ser home de confiança del president de la Generalitat Valenciana, Joan Lerma, qui el nomenà conseller de medi ambient el 1993-1995.
Una vegada abandonà la política, ha estat catedràtic d'economia aplicada en la Universitat de València, des del 2005 és membre de l'Observatori de la Sostenibilitat a Espanya (OSE). És un aferrissat defensor del paper del País Valencià dins l'Euram. És pare del periodista i diputat Ferran Bono Ara. Des de 2011 participa en el moviment Valencians pel Canvi.

## Obres
- Les cendres de maig que va obtindre el Premi Joan Fuster d'assaig de 1983 amb Ernest García
- Economía i autonomía al país Valencià (1985) i altres a Revista Valenciana d'Estudis Autonòmics
- El espacio económico-político de lo valenciano: una nueva interpretación (1988) a Revista Valenciana d'Estudis Autonòmics
- Administración social pública: bases para el estudio de los servicios sociales (1992) amb Jorge Garcia Ferrer.
- Desenvolupament sostenible al País Valencià (1999) a L'Espill
- La construcción europea: de la economía a la política (2004) article a Pasajes